# The Casting of Frank Stone
The Casting of Frank Stone ist ein vom britischen Entwicklerstudio Supermassive Games entwickeltes Computerspiel, das dem Genre Survival Horror zuzuordnen ist. Es wurde am 3. September 2024 von Behaviour Interactive für die Spielkonsolen PlayStation 5 und Xbox Series X/S sowie für Windows-PCs veröffentlicht.

## Handlung
Cedar Hills 1963: Der junge Polizist Sam Green ist auf der Suche nach einem vermissten Baby, seine Spur verschlägt ihn ins Stahlwerk. Dort trifft er auf den Wächter Tom Holt, welcher ebenfalls von den sich häufenden Vermisstenfällen in Cedar Hills mitbekommen hat. Beide durchsuchen das Stahlwerk nach einer Spur. Sie finden menschliche Überreste und Sam bittet Tom darum, weitere Polizisten zu informieren. Sam macht sich währenddessen alleine auf den Weg zum Hochofen, wo er letztendlich auf das vermisste Baby, aber auch auf Frank Stone, einen ehemaligen Mitarbeiter des Stahlwerkes, trifft. Dieser versucht Sam zu töten und fügt ihm eine tiefe Verletzung in der Schulter zu, allerdings gelingt es Sam Frank in die Glut zu werfen und das Kind zu retten.
Etwa 20 Jahre später dreht Linda mit ihren Freunden Chris und Jaime einen Horrorfilm im verlassenen Stahlwerk. Dabei werden sie jedoch von Sam erwischt, der sie vom Grundstück verweist. Aus Schreck lässt Linda die Kamera fallen, weshalb sich die drei in einem Kuriositätenladen eine neue besorgen. Mit der Hilfe von Robert, dem Sohn des Sheriffs Sam, gelingt es ihnen nachts unbemerkt das Stahlwerk zu betreten und die finalen Szenen ihres Filmes zu drehen. Als Chris davon erfährt, dass sich im Stahlwerk wahre Mordfälle abgespielt haben, beschließt sie mit ihren Freunden das Werk genauer zu erkunden. Dabei spielen sich jedoch mysteriöse Dinge ab, wodurch Chris ins Jahr 2024 reist. Sie wird dabei von Madi, der Tochter von Bonnie und Nichte von Jaime, aus einer Zeitmaschine gezogen.
Madi befindet sich zusammen mit Linda und Stan in einem riesigen britischen Anwesen, in welches sie auf den Wunsch von Augustine Lieber eingeladen wurden. Der Grund der Einladung war der Erwerb aller Fragmente des Filmes „Murder Mill“, dem Film, welchen Linda damals mit ihren Freunden Chris und Jaime im Stahlwerk gedreht hatte. Augustine plant mittels des Filmes, alle Anwesenden in eine Art blutrünstige Raserei zu versetzen, wie es bereits bei der Kinopremiere des Filmes der Fall war.

### Besetzung und Synchronisation
Die deutsche Synchronfassung wurde in Berlin aufgenommen.
| Rolle                              | englische Fassung      | dt. Synchronstimme       |
| ---------------------------------- | ---------------------- | ------------------------ |
| Sheriff Sam Green                  | Tobi Bakare            | Mirko Böttcher           |
| Robert Green                       | Idris Debrand          |                          |
| Linda Castle                       | Lucy Griffiths         | Juliane 'Maju' Schöttler |
| Madison Rivera-Platt               | Díana Bermudez         | Sabrina Schwarz          |
| Chris Gordon                       | Rebecca LaChance       | Rieke Werner             |
| Bruno Stanford III                 | Andrew Krueger         | Arne Stephan             |
| Jaime Rivera                       | Andrew Wheildon-Dennis |                          |
| Bonnie Rivera                      | Díana Bermudez         |                          |
| Thomas Jefferson Holt              | Mitchell Mullen        | Felix Würgler            |
| Augustine Lieber / Ladenbesitzerin | Hannah Morrish         | Sabine Jaeger            |
| Murder-Mill-Reporter               |                        | Felix Würgler            |
| Frank Stone / Der Champion         | Miles Ley              | Originalton              |

## Spielprinzip und Technik
Der Spieler schlüpft abwechselnd in die Rollen der Protagonisten und erkundet aus der Third-Person-Perspektive die Umgebung. Dabei sorgen laute Geräusche, Musik und die Darstellung von Licht und Schatten für eine gruselige Atmosphäre. Der Spieler wird vor zahlreiche Entscheidungen gestellt, welche jeweils Auswirkungen auf den Verlauf des Spiels haben. Zusätzlich zu diesen Entscheidungen kommen Quick-Time-Events ins Spiel, welche, je nachdem, ob man sie meistert, ebenfalls eine tragende Rolle für den Spielverlauf besitzen. Stirbt eine Spielfigur, so ist dies endgültig. Dem Spieler ist es ab diesem Zeitpunkt nur noch möglich, mit den verbleibenden Spielfiguren weiterzuspielen.
Jede Handlung der Spielfigur hat eine Auswirkung auf das weitere Spielgeschehen, auch wenn diese nicht offensichtlich ist. Bedingt durch die unterschiedlichen Entscheidungsmöglichkeiten ist ein mehrfaches Durchspielen notwendig, um alle möglichen Enden der Geschichte erleben zu können.
Während des Spiels kann der Spieler seine Umgebung genauer erforschen und dadurch versteckte Gegenstände entdecken. Neben alten Akten und sonstigen Schriftstücken können auch gefundene Gegenstände dazu beitragen, dass der spielbare Charakter Rückschlüsse auf vergangene Ereignisse zieht und dadurch neue Antwort- und Entscheidungsmöglichkeiten freischaltet.
Zusätzlich können kleine Metallfiguren gefunden werden, sowie Puppen, die Charaktere aus dem Spiel Dead by Daylight darstellen.

## Rezeption
The Casting of Frank Stone wurde überwiegend ausgeglichen rezensiert. Aus 28 aggregierten Wertungen erzielt das Spiel auf Metacritic einen Score von 67.